# Elektrostålverk

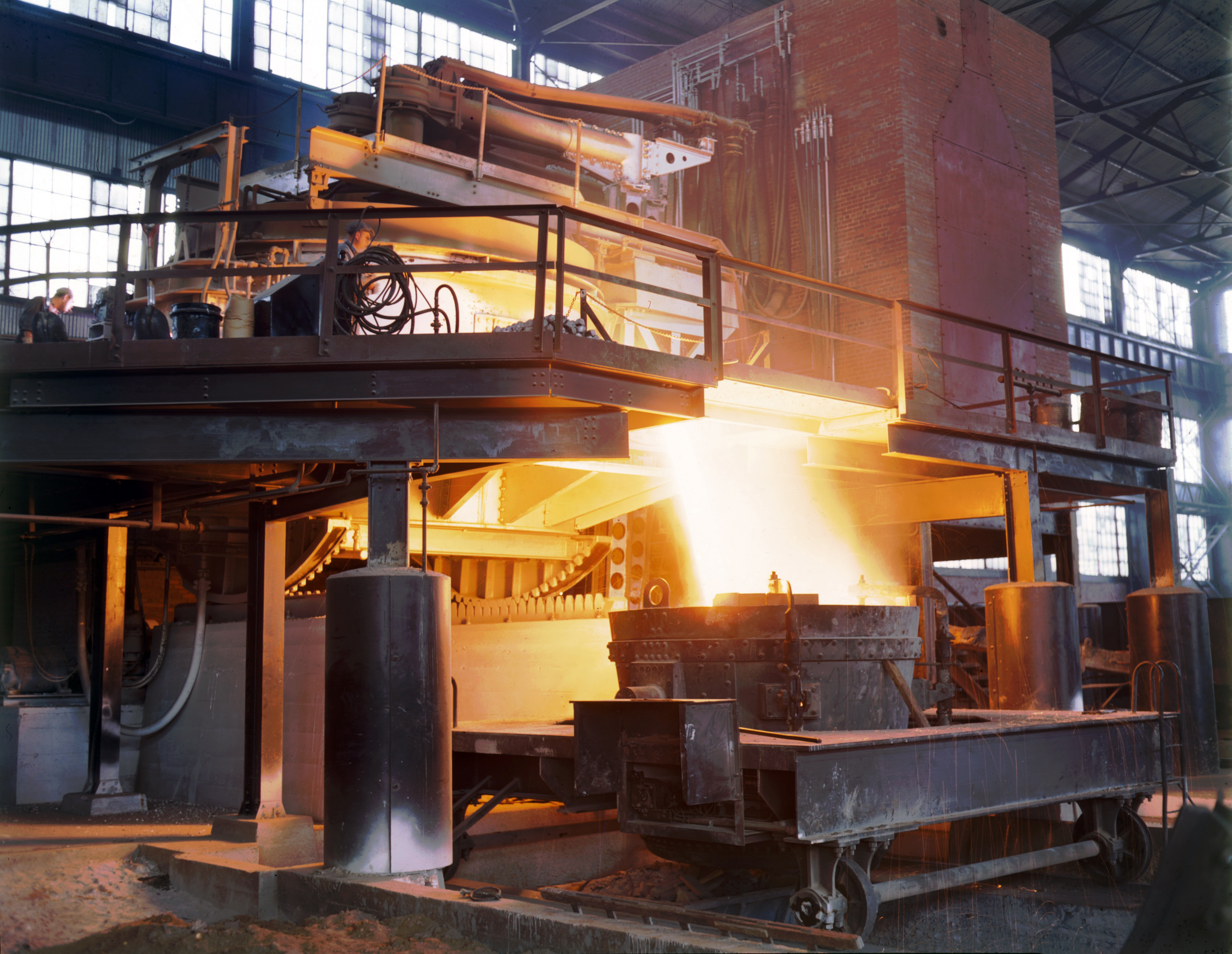
Elektrostålframställning

Ett elektrostålverk är ett stålverk där man smälter järnskrot med hjälp av en elektrisk ugn, till exempel en ljusbågsugn eller induktionsugn.  Stålet som tillverkas med denna metod kallas elektrostål.
Behovet av ugnar för skrotsmältning i början av 1900-talet drev fram utvecklingen av martinprocessen och elektrostålsprocesserna. Ljusbågsugnen är i dag den helt dominerande smältprocessen.
Processen har med tiden genomgått många förändringar. Införandet av sekundär metallurgi (eller skänkmetallurgi) utanför stålugnen har medfört att ljusbågsugnen utnyttjas huvudsakligen som smältmaskin. Många olika behandlingsmetoder i skänk har utvecklats, t.ex. ugnar med magnetisk omrörning, gasomrörning eller som kan sättas under vakuum.

## Exempel på elektrostålverk
- Gysinge bruk (Sverige)
- Imatra/Harjavalta-verket (Finland)
- Klosterverken, Långshyttan (Sverige)
- Paul Girodverken, (Frankrike)
- Tjeljabinsk-verket (Sovjetunionen/Ryssland)